# Montenegro (Brasilien)
Montenegro ist eine Stadt mit 64.788 (Schätzung 2018) Einwohnern im Bundesstaat Rio Grande do Sul im Süden Brasiliens. Sie liegt etwa 80 km nordwestlich von Porto Alegre. Benachbart sind die Orte Triunfo, Nova Santa Rita, Capela de Santana, Pareci Novo, São José do Sul, Maratá, Brochier und Paverama. Ursprünglich war Montenegro Teil des Munizips Triunfo.
Seit 2. Juli 2008 ist die Stadt Sitz des Bistums Montenegro. Hauptkirche ist die dortige Kathedrale São João Batista (Johannes der Täufer).
1909 wurde Montenegro an die Bahnlinie von São Leopoldo angeschlossen. Die Bahn brachte einen deutlichen Entwicklungsschub in die ganze Region, zum Beispiel auch nach Maratá, Salvador do Sul und Barão. Ausbauten gab es 1932 und 1950, allerdings wurde sie Ende der 1960er-Jahre stillgelegt. Inzwischen wurde der Bahnhof zum Kulturzentrum umgebaut.

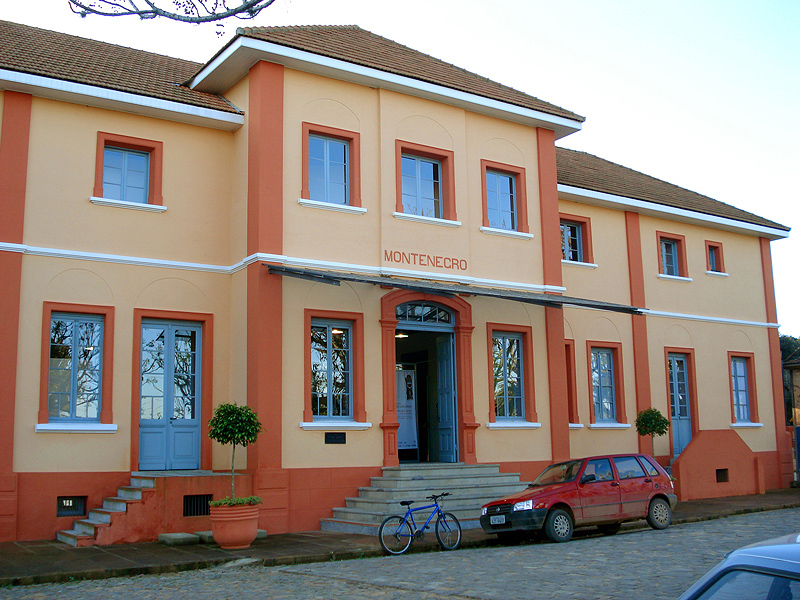
Kulturzentrum (Ehemaliger Bahnhof)
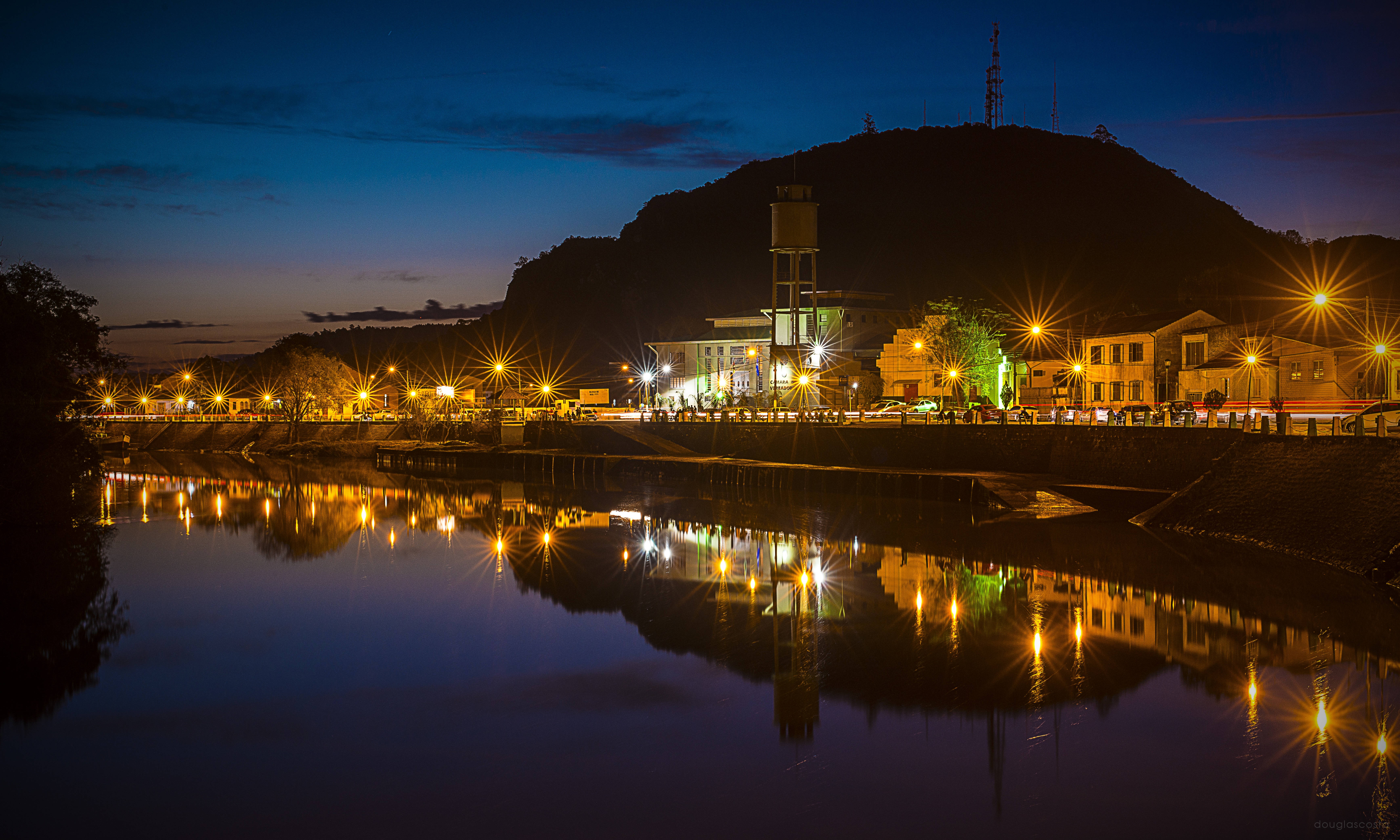
Montenegro bei Nacht
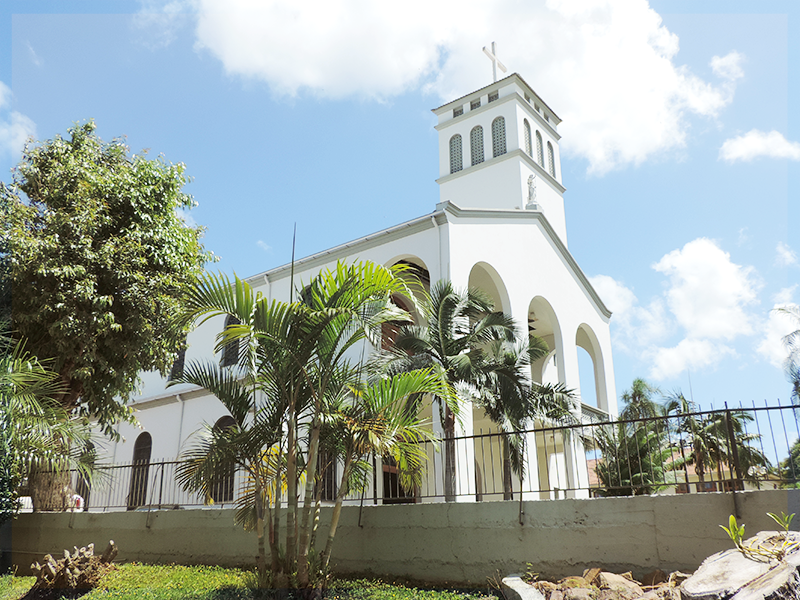
Kathedrale Montenegro
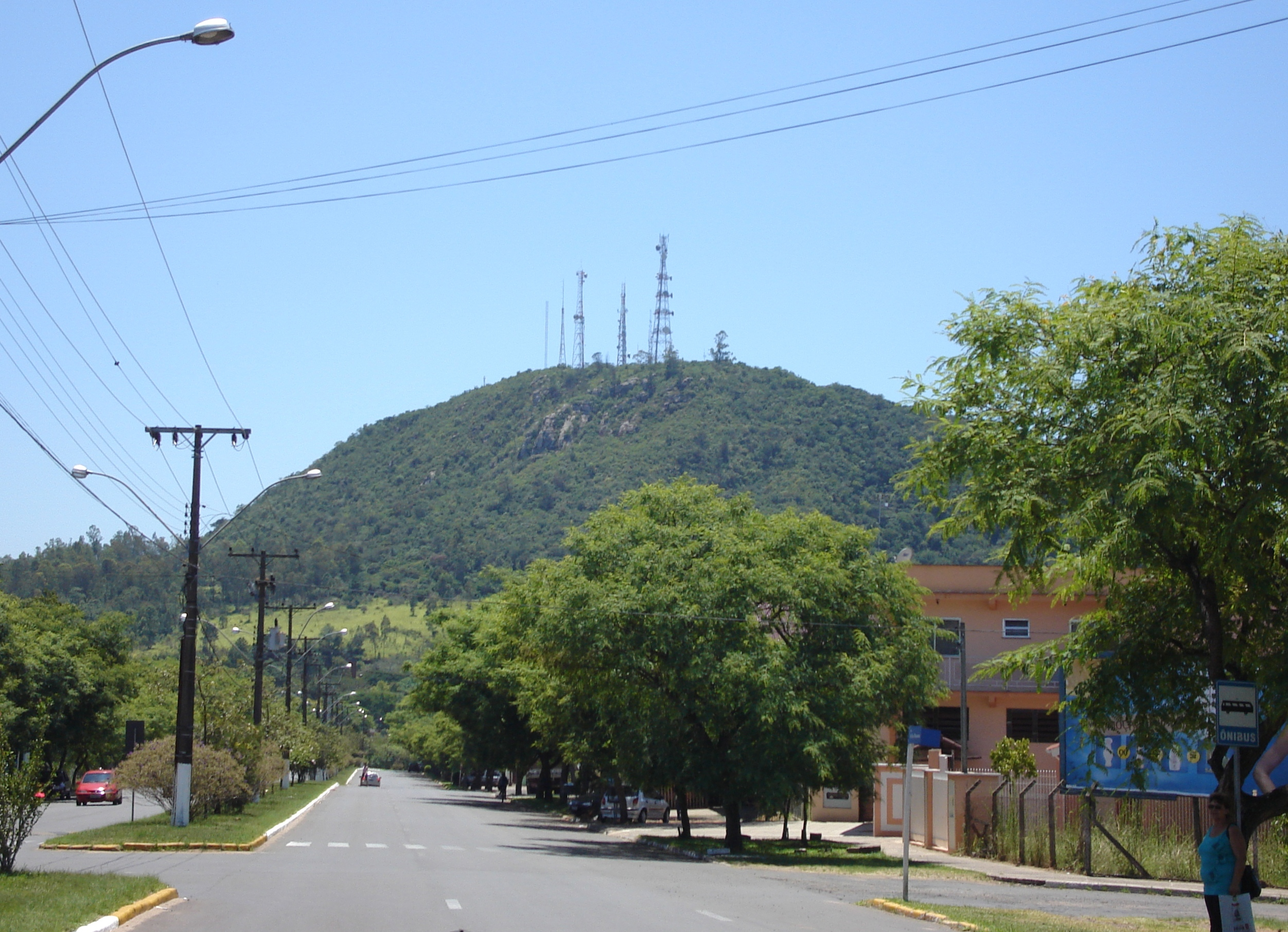
Morro São João

## Söhne und Töchter der Stadt
- Aloísio Sinésio Bohn (1934–2022), römisch-katholischer Geistlicher, Bischof von Santa Cruz do Sul
- Cláudio Hummes (1934–2022), römisch-katholischer Ordensgeistlicher, Kurienkardinal
- Aloísio Alberto Dilli (* 1948), römisch-katholischer Ordensgeistlicher, Bischof von Santa Cruz do Sul
- Alexandré Pölking (* 1976), deutsch-brasilianischer Fußballspieler und -trainer
- Eduardo Kunde (* 1997), Fußballspieler